# Fritz Neuböck
Fritz Neuböck (Ebensee, 10 mei 1965) is een Oostenrijks componist, muziekpedagoog, dirigent, pianist en trompettist.

## Levensloop
Neuböck kreeg zijn eerste muzieklessen voor piano en trompet aan de "Landesmusikschule Ebensee". Hij studeerde piano, trompet en orkestdirectie aan de Anton Bruckner Privatuniversität Linz en behaalde zijn diploma in 1997. Sinds 1985 is hij verbonden aan de "Landesmusikschule Ebensee" en doceert trompet en dirigeren. In 1998 werd hij tot directeur van deze muziekschool benoemd. In 1992 richtte hij het "Bezirksjugendorchester Gmunden" op en is er tot nu (2011) dirigent. Van 1992 tot 1995 was hij eveneens dirigent van de Stadtkapelle Steyr. Vanaf 1998 is hij dirigent van het brandweermuziekkorps Langwies en sinds 2002 dirigent van het strijkorkest "Musikfreunde Ebensee". De blaasmuziekfederatie van de regio Gmunden heeft hem tot kapelmeester benoemd. 
Vanaf 1990 is hij eveneens werkzaam als componist. Hij schreef verschillende werken voor harmonieorkest en kamermuziek. 

## Composities

### Werken voor harmonieorkest
- 1995 Konzertmarsch Nr. 1
- 2001 In love with a bugle
- 2001 Simple Melody
- 2001 Windfonietta
- 2002 Spirit of Music
- 2004 Fiesta!
- 2004 Scherzetto, voor hobo en harmonieorkest
- 2005 Fanfare, Aria und Farandole
- 2005 Rhapsody for Alto Saxophone and Band
- 2007 It's showtime
- 2008 Musik, das fünfte Element
  1. Erde
  2. Feuer
  3. Wasser
  4. Luft
  5. Musik
- 2009 Wedding day
- 2010 A day of hope, rapsodie
- 2010 A Festival Prelude
- 2010 Checkpoint (A „Youngstars“ Overture), voor jeugdharmonieorkest
- 2010 Ikarus
  1. Prolog
  2. In prison (in Gefangenschaft)
  3. escape from Labyrinth (Flucht aus dem Labyrinth)
  4. father and son
  5. to get ready to fly
  6. wings for freedome
  7. ikarus‘ death
  8. funeral march (Trauermarsch)
  9. Epilog
- 2010 Sound of spring
- A Journey to Riva
- Albtraum eines missbrauchten Jungen
- Des Riesen Nixe (The Giant's Mermaid)
- Ebony and Ivory, voor piano en harmonieorkest
- Festival Suite
- Hometown Ouvertüre
- Schloß Orth
- Tales of a Castle
- Vita pro Musica

### Kamermuziek
- Haut Hi, voor hoornkwartet
- Weusd a Herz host wia a Bergwerk, voor blaaskwintet